# Tranzystor Schottky’ego

Symbol tranzystora Schottky’ego

Schemat zastępczy

Tranzystor Schottky’ego – tranzystor bipolarny w którym równolegle do złącza baza-kolektor umieszczono diodę Schottky’ego w celu zwiększenia szybkości przełączania.
Tranzystor bipolarny po przekroczeniu pewnego prądu bazy nasyca się. W stanie nasycenia potencjał kolektora jest niższy od potencjału bazy (mowa o tranzystorze npn), ponadto prąd kolektora nie wzrasta wraz ze zwiększaniem prądu bazy lub wzrost ten jest nieznaczny – nie jest wtedy prawdziwe równanie opisujące stan aktywny tranzystora IC = β·IB. W stanie nasycenia analogiczna zależność wygląda następująco:
S·IC = β·IB, gdzie S > 1 jest współczynnikiem nasycenia.
Zjawisko nasycenia jest niekorzystne ponieważ powoduje wydłużenie czasu wyłączania tranzystora. To wydłużenie jest tym większe im większy jest współczynnik nasycenia. Dlatego w szybkich układach cyfrowych dąży się do tego, by tranzystory nie wchodziły w stan głębokiego nasycenia. Jedną z metod jest zastosowanie diody Schottky’ego połączonej w sposób widoczny na schemacie zastępczym zamieszczonym obok. Ponieważ dioda Schottky’ego ma małe napięcie przewodzenia (ok. 0,3 V), zaczyna przewodzić zanim tranzystor wejdzie w stan nasycenia i potencjał kolektora spadnie poniżej potencjału bazy. Przejmuje w ten sposób prąd bazy, którego wzrost spowodowałby większe nasycenie. Taki układ nazywany jest tranzystorem Schottky’ego. Tranzystorów Schottky’ego nie spotyka się jako elementy dyskretne. Są realizowane układowo lub w strukturach układów scalonych (serie TTL – S, TTL – LS).